# Christophe Castaner
Christophe Castaner (pronunciació francesa: [kʁistɔf kastanɛʁ]: [kʁistɔf kastanɛʁ]; Ollioules, 3 de gener de 1966) és un advocat i polític francès que és Ministre d'Interior des del 16 d'octubre de 2018 i dirigent de La République En Marche! des de 2017. Del 17 de maig de 2017 al 16 d'octubre de 2018, va ser Secretari d'Estatal de Relacions amb el Parlament (Secrétaire d'État chargé des Relacions avec le Parlement) amb el Primer ministre Édouard Philippe; fins que el 24 de novembre de 2017 va ocupar el lloc de Portaveu del Govern. També va ser portaveu amb Emmanuel Macron durant la seva campanya per les presidencials de 2017.
Nascut a Ollioules en el departament del Var de la regió Provença – Alps – Costa Blava, va ser membre de l'Assemblea Nacional pel departament d'Alps de l'Alta Provença de 2012 a 2017 i va encapçalar la llista de Partit Socialista a les Eleccions regionals franceses de 2015 a Provença – Alps – Costa Blava abans d'unir-se al moviment En Marche! de Macron el 2016. També va ser alcalde de Forncauquièr de 2001 a 2017 i Vicepresident del Consell Regional de Provença – Alps – Costa Blava de 2004 a 2012. El 18 de novembre de 2017, Castaner es va convertir en dirigent de La República En Marxa abans de dimitir com a Portaveu del Govern.